# Thelcticopis virescens
Thelcticopis virescens is een spinnensoort uit de familie van de jachtkrabspinnen (Sparassidae).
De wetenschappelijke naam van de soort werd in 1901 gepubliceerd door Reginald Innes Pocock.